# زهرة الربيع
زَهْرَةُ الرَّبِيعِ أو الربيعية أو كَعْبُ الثَّلْجِ أو الزُّغْدَةُ (الاسم العلمي: Primula) هي جنس من نباتات الزينة.

## الأنواع

### من أنواعهاالواطنةفيالوطن العربي
- زهرة الربيع الشائعة (الاسم العلمي: Primula vulgaris) في بلاد الشام والمغرب العربي ومعظم أنحاء أوروبا.
- الهَيْنَانُ[5] أو الخَاعُ[5] (الاسم العلمي: Primula verticillata)

### أنواع أخرى
- الأُذَيْنَة[8] أو الأُذَيْنِيَّة[9] (الاسم العلمي: Primula auricula).
- زَهْرَةُ الرَّبِيعِ المَرْجِيَّةُ[10] (الاسم العلمي: Primula veris).